# Yasser Hareb
Pour les articles homonymes, voir Hareb.
 (janvier 2016).
 (août 2023).
Yasser Hareb (arabe : ياسر حارب), est un écrivain, chroniqueur, et présentateur de télévision de Doubaï, Émirats arabes unis (EAU). Il est l’auteur de plusieurs ouvrages à succès, dont “Take Off Your Shoes” (“Enlevez Vos Chaussures”) qui fut préfacé par Paulo Coelho. Yasser est également le cofondateur du Forum pour la Promotion de la Paix dans les Sociétés Musulmanes, connu à l’international et se tenant à Abou Dhabi tous les ans.

## Livres
Yasser a publié son premier livre, Towards a New Thinking (“Vers Une Nouvelle Pensée”) en 2006, et a écrit depuis de nombreux ouvrages à succès : Picasso and Starbucks (Picasso et Starbucks, en 2011), The New Slaves (Les Nouveaux Esclaves, en 2013), et Take Off Your Shoes (Enlevez vos chaussures, en 2015, préfacé par Paulo Coelho).

## Chroniques
Yasser est un chroniqueur depuis 2004 et collabore régulièrement avec de nombreux journaux de la région : Al Bayan et Gulf News,  (EAU), Al Wasat (Bahreïn), Al Sharq (Arabie saoudite) et El-Watan (Égypte).

## Émissions de télévision
Yasser est l’animateur de Ma Kal W Dal,, un programme de développement personnel et social qui est à l’antenne tous les ans durant le mois sacré de Ramadan. Le programme fournit aux auditeurs les moyens pratiques pour développer leurs compétences, avec pour but de favoriser des changements positifs dans la société. Ma Kal W Dal est diffusé depuis 5 années consécutives au Moyen-Orient. 

## Experience professionnelle
Yasser a occupé plusieurs postes à la Fondation Mohammed bin Rashid Al Maktoum en tant que Directeur Général par intérim et Vice Président de la Culture et de l’Education. Auparavant, il fut Directeur des Projets Spéciaux au Bureau Exécutif de Son Altesse Cheikh Mohammed ben Rachid Al Maktoum. Il fut également Secrétaire Général du Forum Stratégique Arabe et Directeur des Opérations à L’Institut pour le Développement Humain de Doubaï.
Yasser est également cofondateur de plusieurs programmes ayant eu des répercussions sociales, dont TARJEM (traduire) et OKTUB (écrire). TARJEM fut le plus important programme de traduction du monde arabe en 2007, il déclencha un mouvement de traduction qui vit plus de 1000 livres traduits en arabe, en plus de former des traducteurs arabes et d’établir de nombreuses maisons d’édition spécialisées dans la traduction de livres en arabe.  OKTUB est un Programme de Développement de la Jeunesse Arabe visant à lancer de jeunes talents arabes qui ont un potentiel à devenir des écrivains et auteurs.
Yasser est également le cofondateur du Conseil Musulman des Anciens, une organisation internationale d’éminents érudits musulmans établie afin d’adresser l’antagonisme et la fragmentation dans les communautés musulmanes. Il est également cofondateur du Forum Pour la Promotion de la Paix dans les Sociétés Musulmanes (“The Forum for Promoting Peace in Muslim Societies”), un évènement annuel qui rassemble d’éminents intellectuels et penseurs du monde entier avec pour but d’adresser les conflits au sein de la nation musulmane. L’évènement fut reconnu par le président Barack Obama et le Secrétaire Général des Nations unies Ban Ki-moon.

## Éducation
Yasser possède une licence en Systèmes d’Information, et possède plusieurs diplômes d’études supérieures en leadership.
- Licence en Systèmes d’Information (Université des Émirats arabes unis).
- Programme de Leadership Mohammed ben Rashid Al Maktoum.
- Programme de Young Leadership d’INSEAD.
- Programme du Blue Ocean Strategy d’INSEAD.